# یانوشویتسه (استان لهستان بزرگ‌تر)
یانوشویتسه (به لاتین: Januszewice) یک روستا در لهستان است که در گمینا گرانووو واقع شده‌است.